# ميكو ميكو دانس
ميكو ميكو دانس (بالإنجليزية: MikuMikuDance)‏ ويعرف اختصارا بـMMD هو برنامج مجاني لإنتاج الرسوم المتحركة ثلاثة الأبعاد (3د انيمايشن).
في البداية كان هذا البرنامج عبارة عن طريقة برنامج بسيط لإشهار البرنامج التجاري «فوكالويد»، وقد كان يسمح بتحريك شخصية «هاتسوني ميكو» وجعلها ترقص. لكن مع اقبال المستخدمين عليه تم تطوير البرنامج باضافة مزايا جديدة ودعم شخصيات أخرى.
ميكو ميكو موفين (بالإنجليزية: MikuMikuMoving)‏ ضهرت برنامج آخر يحاكي عمله بمزايا وواجهة مستخدم جديدة مع حفاظه على التوافق مع البرنامج الأصلي.
تم استخدام هذا البرنامج لإنشاء عدة فيديوهات غنائية وحتى أنيميهات مثل Shion و Straight Title Robot Anime، هذا الأخير عرض على شاشة التلفاز